# Диш, Томас
Томас Майкл Диш (англ. Thomas Michael Disch, род. 2 февраля 1940 г., Де-Мойн, Айова, США — умер 4 июля 2008 г., Манхэттен, Нью-Йорк, США) — американский писатель-фантаст, поэт и критик. На его счету премия «Хьюго» (1999 год), «Локус», Мемориальная премия Джона У. Кэмпбелла, «премия Рислинга», две премии «Сэйуна» и другие.

## Биография
Томас М. Диш родился в Де-Мойне в 1940 году. В 1953 году семья переехала в Сент-Пол, штат Миннесота. Ещё в школе обнаружил в себе любовь к научной фантастике, драме и поэзии. Окончил среднюю школу в 1957 году. В 17 лет переехал в Нью-Йорк, где некоторое время работал в Метрополитен-опера. В возрасте 18 лет пытался покончить жизнь самоубийством. В том же году поступил на военную службу, из-за которой почти на три месяца попал в психиатрическую больницу. После демобилизации Томас Диш вернулся в Нью-Йорк, работал в книжных магазинах и копирайтером. Поступил в Купер-Юнион, где получил самый высокий балл на вступительных экзаменах, но забросил учёбу через несколько недель. Позднее поступил в вечернюю школу при Нью-Йоркском университете. В мае 1962 года, вместо того, чтобы готовиться к экзаменам, написал рассказ «Двойной отсчёт», который продал за 112,50 долларов журналу «Fantastic». Это послужило началом его литературной карьеры.
Много путешествовал. Жил в Англии, Испании, Риме и Мексике. Несмотря на это, в течение последних двадцати лет жил в Нью-Йорке.
Диш был другом писателя Филипа Дика. В 1982 году, после смерти Филипа, Томас Диш основал Премию Филипа Киндреда Дика, которая стала одной из самых важных премий в области научной фантастики.

## Карьера
Его первый научно-фантастический рассказ «Двойной отсчёт» вышел в 1962 году в журнале «Fantastic». В 1965 году была опубликована книга «Геноцид», за которую писатель был номинирован на премию «Небьюла» за лучший роман (1966).
В 1972 году выпустил свой первый сборник стихов «The Right Way to Figure Plumbing». В начале семидесятых жил в Риме, где написал готический роман «Clara Reeve», который выпустил под псевдонимом Леони Харгрейв. В том же году написал либретто для оперы Грега Сэндоу «The Fall of the House of Usher». В 1975 и 1977 годы был лауреатом премии имени О. Генри. В конце семидесятых жил в Лондоне. В это время начал публиковать критические статьи в изданиях «New Statesman» и «Time Literary Supplement». В 1978 году опубликовал книгу «On Wings of Song», за которую получил премию имени Джона Кэмпбелла и был номинирован на Национальную книжную премию. В начале 1978 года написал рассказ для детей «Отважный маленький тостер», который был опубликован в 1980 году в журнале «F&SF». За этот рассказ Томас Диш получил премию «British SF». В 1987 году кинокомпания «The Walt Disney Company» выпустила мультфильм «Отважный маленький тостер». В 1988 году вышло продолжение рассказа: «Отважный маленький тостер отправляется на Марс».
В 1982 году написал либретто для оперы Грега Сэндоу «Frankenstein». В 1984 году выпустил роман «The Businessman: A Tale of Terror», после которого начал писать в жанре современного хоррора. В 1995 году Томас Диш опубликовал сборник статей о поэтах и поэзии «The Castle of Indolence: Poetry and Its Pretenders». В 1998 году вышла в свет его критико-полемическая книга «The Dreams Our Stuff is Made Of: How Science Fiction Conquered the World», за которую писатель получил премии «Хьюго» и «Локус».
В декабре 2007 года вышла повесть «Путешествие Протея», в июле 2008 была опубликована короткая повесть «Слово Божье», а в октябре (посмертно) вышел сборник «Стена Америки».
Его научно-фантастические романы «Геноцид», «Концентрационный лагерь» и «334» внесли большой вклад в научно-фантастическое движение «Новая волна». Был одним из основоположников этого движения в Великобритании.
После продолжительной депрессии покончил с собой 4 июля 2008 года, в День независимости США. Ему было 68 лет.

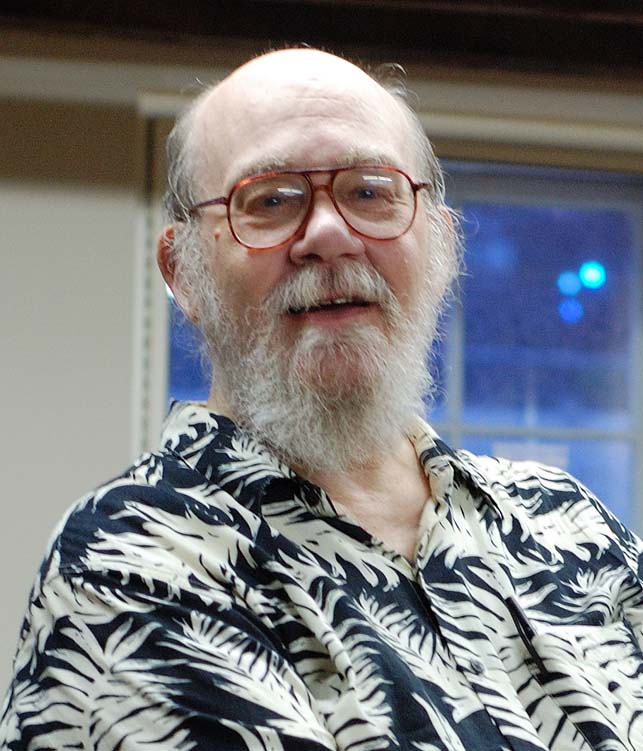
Диш в июне 2008 года

## Творчество

### Романы
- «Геноцид[англ.]», 1965
- «The House That Fear Built», 1966
- «The Puppies of Terra Panther», 1978
- «Echo Round His Bones[англ.]», 1967
- «Camp Concentration», 1968
- «Black Alice», 1968
- «The Prisoner», 1969
- «Alfred the Great», 1969
- «334», 1972
- "Clara Reeve 1975
- «On Wings of Song», 1979
- «Neighboring Lives», 1981
- «The Businessman: A Tale of Terror», 1984
- «The M.D.: A Horror Story», 1991
- «The Priest: A Gothic Romance», 1994
- «The Sub: A Study in Witchcraft», 1999
- «The Word of God: Or, Holy Writ Rewritten», 2008

### Сборники
- One Hundred and Two H-Bombs, 1967
- Fun with Your New Head, 1972
- White Fang Goes Dingo, 1971
- Getting into Death, 1973
- Getting into Death and Other Stories, 1976
- Fundamental Disch, 1980
- The Man Who Had No Idea, 1982
- The Wall of America, 2008

### Поэзия
- Highway Sandwiches, 1970
- The Right Way to Figure Plumbing, 1972, ISBN 0-913560-05-7
- ABCDEFG HIJKLM NPOQRST UVWXYZ, 1981, ISBN 0-85646-073-7
- Burn This, 1982, ISBN 0-09-146960-0
- Orders of the Retina, 1982, ISBN 0-915124-60-2
- Here I Am, There You Are, Where Were We, 1984, ISBN 0-09-154871-3
- Yes, Let’s: New and Selected Poems, 1989, ISBN 0-8018-3835-5
- Dark Verses and Light, 1991, ISBN 0-8018-4191-7
- Haikus of an AmPart, 1991, ISBN 0-918273-68-4
- The Dark Old House, 1996
- About the Size of It, 2007
- Endzone. Letzte Gedichte/Last Poems. Zweisprachige Ausgabe/Bilangual Edition, ISBN 978-3-95462-987-9